# Дулона
Дулона (тадж. Дӯлона, до марта 2022 г. —  тадж. Долона) — село в Нурафшонском сельском джамоате Лахшского района. Расстояние от села до центра района — 6 км, до центра джамоата — 2 км. Население 146 человек (2017 г; 200 человек в 42 домохозяйствах — 2014 г.), таджики.
Основные отрасли сельского хозяйства: садоводство, животноводство и овощеводство. Земли орошаются из реки Куксу.